# Sonnberg, Kotarče
Sonnberg je naselje v Občini Kotarče v Okraju Šentvid ob Glini na Koroškem v Avstriji.